# Anthaxia retifer
Anthaxia retifer är en skalbaggsart som beskrevs av Leconte 1860. Anthaxia retifer ingår i släktet Anthaxia och familjen praktbaggar. Inga underarter finns listade i Catalogue of Life.